# Леонова, Марина Константиновна
Мари́на Константи́новна Лео́нова (род. 18 февраля 1949 года, Москва) — артистка балета, солистка Большого театра, балетный педагог, ректор Московской государственной академии хореографии (2002—2024), Народная артистка Российской Федерации (2003).

## Биография
Родилась 18 февраля 1949 года в Москве.
Заниматься танцами начала в возрасте семи лет в детской хореографической группе Дома пионеров.
В 1968 году окончила МАХУ по классу С. Н. Головкиной. В 1968—1969 годах — в классе усовершенствования под её же руководством.
В 1969—1989 годах — артистка балета Большого театра. Имела обширный репертуар, была первой исполнительницей ряда партий в постановках советских балетмейстеров.
В 1991 году окончила педагогический факультет ГИТИСа (курс М. Т. Семёновой.
С 1989 года — педагог классического танца Московского академического хореографического училища. С 1994 года — доцент, с 1999 года — профессор. В 2001 году была назначена и. о. ректора, в 2002 году — избрана на должность ректора Московской академии хореографии, которую занимала по сентябрь 2024 года.

## Партии
- Венгерская невеста («Лебединое озеро» П. И. Чайковского в редакции А. А. Горского — А. М. Мессерера, 1970)
- Нимфа (картина «Вальпургиева ночь» в опере «Фауст» Ш. Ф. Гуно, 1970)
- Лето («Золушка» С. С. Прокофьева, 1970)
- Па де труа («Лебединое озеро» П. И. Чайковского в редакции А. А. Горского — А. М. Мессерера, 1970)
- Вторая вариация («Дон Кихот» Л. Минкуса, 1971)
- Мирта («Жизель» А. Адана, 1971)
- Сверстница принца («Лебединое озеро» П. И. Чайковского в редакции А. А. Горского — А. М. Мессерера, 1971)
- Одетта-Одиллия («Лебединое озеро» П. И. Чайковского, 1972), исполняла эту роль как в канонической московской редакции А. А. Горского — А. М. Мессерера, так и в версии Ю. Н. Григоровича
- танцы III акта (опера «Руслан и Людмила» М. И. Глинки, 1973)
- Фея сирени («Спящая красавица» П. И. Чайковского, 1973) — первая исполнительница партии в ред. Ю. Н. Григоровича
- Повелительница дриад («Дон Кихот» Л. Минкуса, 1973)
- Мехмене Бану («Легенда о любви» А. Д. Меликова, 1974)
- Беатриче («Любовью за любовь» Т. Н. Хренникова, 1976)
- Солистка («Эти чарующие звуки» В. В. Васильева, 1978)
- Эгина («Спартак» А. И. Хачатуряна, 1979)
- Подруга Джульетты («Ромео и Джульетта» С. С. Прокофьева, 1979)
- Хозяйка Медной горы («Легенда о Каменном цветке» С. С. Прокофьева, 1982)
- Жар-птица («Жар-птица» И. Ф. Стравинского, 1982)
- Гаянэ («Гаянэ» А. И. Хачатуряна, 1984)
- Клеманс («Раймонда» А. К. Глазунова, 1984)
- Любаша («Калина красная» Е. Ф. Светланова, 1985)
- Генриетта («Раймонда» А. К. Глазунова, 1985)
- Артемида (хореографическая сцена в опере «Ифигения в Авлиде» К. В. Глюка, 1985)
- Дульсинея, Альдонса («Рыцарь печального образа» , 1986)

## Ученицы
- С. Лунькина (1997 года выпуска)[4]
- К. Нагата[яп.] (1997 года выпуска)
- Н. Асатиани (2004 года выпуска)[5]
- Н. Осипова (2004 года выпуска)[6][7]
- Е.Сергеенкова (2021 год выпуска)[8]

## Награды и звания
- Заслуженная артистка РСФСР (1976)
- Благодарность Министра культуры Российской Федерации (11 ноября 2003 года) — за многолетнюю плодотворную деятельность и высокое качество подготовки кадров в области отечественного хореографического искусства, а также в связи с 230-летием со дня основания академии[9]
- Народная артистка Российской Федерации (29 ноября 2003 года) — за большие заслуги в области искусства[10]
- орден «Святая София» (Оксфорд) (2004)[2]
- Орден Почёта (12 июня 2008 года) — за заслуги в развитии отечественной культуры и искусства, многолетнюю плодотворную деятельность[10][11]
- Премия Правительства Российской Федерации в области культуры (26 декабря 2011 года) — за постановку балета «Тщетная предосторожность» П. Гертеля на сцене ГАБТ России[12]
- Орден «За заслуги перед Отечеством» IV степени (14 августа 2014 года) — за большие заслуги в развитии отечественной культуры и искусства, телерадиовещания, печати, связи и многолетнюю плодотворную деятельность[13]
- Нагрудный знак РФ «За вклад в российскую культуру» (2018, Министерство культуры Российской Федерации)[14].
- Орден «За заслуги перед Отечеством» III степени (13 июня 2019 года) — за большой вклад в развитие отечественной культуры и искусства, многолетнюю плодотворную деятельность[15]
- Почётная грамота Президента Российской Федерации (27 марта 2023 года) — за заслуги в развитии отечественной культуры и искусства, многолетнюю плодотворную деятельность[16]
- Премия Президента Российской Федерации в области литературы и искусства за произведения для детей и юношества (22 марта 2024 года) — за вклад в сохранение и развитие традиций отечественного хореографического образования[17]

## Постановочная работа
Для учебного репертуара МГАХ совместно с другими педагогами возобновила Большое классическое па из балета «Пахита».

## Научная деятельность
16 декабря 2008 года защитила кандидатскую диссертацию на тему «Роль московской балетной школы в творческой жизни Большого театра (1945—1970)». По итогам защиты М. К. Леоновой присуждена учёная степень кандидата искусствоведения.
М. К. Леонова — автор научных статей и учебных программ.

## Общественная позиция
11 марта 2014 года подписала обращение деятелей культуры Российской Федерации в поддержку политики президента РФ В. В. Путина на Украине и в Крыму.